# HMS Revenge (1577)
La Revenge era un galeone inglese da 46 cannoni costruito nel 1577, catturato dagli spagnoli nel 1591 e affondato poco dopo. Fu la prima delle 13 navi della Royal Navy a portare quel nome.

## Descrizione
La Revenge fu costruita al costo di 4.000 £ al Royal Dockyard di Deptford nel 1577 dal maestro-carpentiere Mathew Baker. Era un galeone da corsa da 400 t, cioè una di quelle innovative navi che i carpentieri di Elisabetta I d'Inghilterra avevano prodotto per tutti gli anni '70 del XVI secolo sotto lo sprone del tesoriere della marina, Sir John Hawkins.
L'armamento delle navi in quel periodo non era fisso né standardizzato: la medesima nave, a seconda dell'occasione, poteva essere armata con un numero più o meno alto di pezzi. La Revenge fu armata molto pesantemente durante la sua ultima crociera: 20 semi-cannoni pesanti, culubrine e semi-colubrine sul ponte dei cannoni, dove dormivano i marinai. Sui ponti superiori c'erano altre semi-colubrine e falconi, affiancati da artiglieria leggera con caricamento alla culatta (fond. falconetti).

## Carriera
La Revenge venne massicciamente utilizzata dai corsari elisabettiani durante la guerra anglo-spagnola (1585-1604), servendo sotto diversi famosi capitani.

### L'incursione a Cadice (1587)
Nel 1587, Sir Francis Drake salpò per la costa spagnola e distrusse gran parte del materiale che Filippo II di Spagna aveva accumulato in preparazione dell'invasione dell'Inghilterra, posticipando la spedizione iberica all'anno successivo.

### Battaglia di Gravelinga (1588)

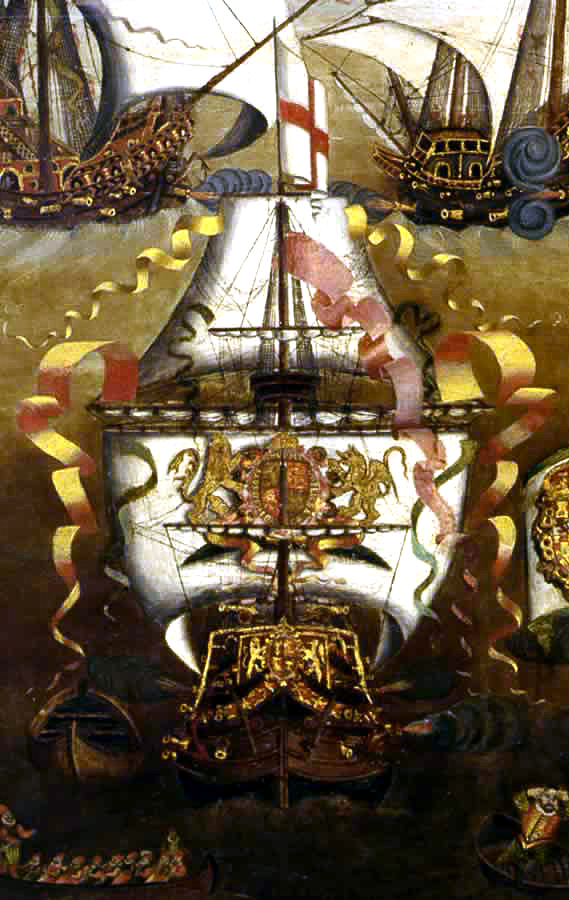
La Revenge nella Battaglia di Gravelinga.

All'inizio del 1588, Drake abbandonò il comando del galeone Elizabeth Bonaventure in favore della Revenge, considerato il miglior legno della flotta inglese. Il 29 luglio 1588, nelle acque al largo di Gravelinga (una città fiamminga vicino a Calais), si combatté la sanguinosa Battaglia di Gravelinga tra la Royal Navy e l'Invincibile Armada spagnola. Nello scontro, la Revenge si dimostrò degna delle positive considerazioni di Drake. Fu quel legno che guidò la linea di sfondamento inglese contro gli spagnoli, scompaginati da un attacco di brulotti la notte precedente. Molte navi iberiche furono gravemente danneggiate ma solo alcune affondarono o si incagliarono. Entrambe le parti combatterono fino a quando le munizioni si esaurirono pericolosamente e Drake ingaggiò con la Revenge l'imponente San Martín, l'ammiraglia nemica (un galeone di oltre 50 m, stazza 1.000 t, armato di oltre 40 cannoni), dopodiché le navi spagnole fuggirono verso il Mare del Nord. La flotta inglese li tallonò fino ad Edimburgo, poi tornò in porto.

### La "Spedizione Drake-Norris" (1589)
Nel 1589 la Revenge tornò in mare come ammiraglia di Drake nella spedizione d'invasione del Portogallo a quel tempo parte dei domini spagnoli. Fallita l'impresa e rientrato in porto con la Revenge in pessime condizioni, Drake perse il favore della Regina e non poté riprendere il mare fino al 1594.

### La "Spedizione Frobisher" (1590)
Nel 1590 la Revenge prese il mare agli ordini di Sir Martin Frobisher in una spedizione senza successo lungo la costa della Spagna per intercettare la flotta del tesoro spagnola.

### La battaglia di Flores (1591)

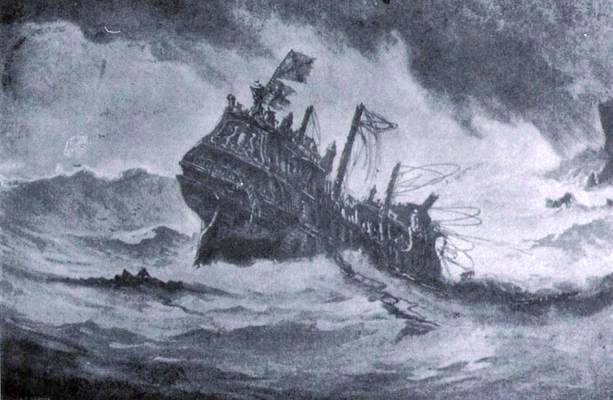
Inabissamento della Revenge a Terceira durante una tempesta, dopo la resa agli spagnoli al largo di Flores - ill. del 1897.

La Revenge trovò la sua fine in modo glorioso quanto bizzatto. Al fine d'impedire la ricostituzione del potere navale spagnolo dopo la sconfitta dell'Armada, John Hawkins propose un blocco della fornitura di tesori acquisiti dall'Impero spagnolo nelle Americhe con un costante pattugliamento della rotta di ritorno. La Revenge era impegnata in tale attività nell'estate del 1591 sotto il comando di Sir Richard Grenville.
Gli spagnoli avevano spedito una flotta di circa 53 navi al comando di Alonso de Bazán, affiancato da Martín de Bertendona e Marcos de Aramburu, per intercettare e catturare gli inglesi all'isola di Flores (Azzorre). A fine di agosto, gli spagnoli s'imbatterono negli inglesi intenti a riparare le navi con gli equipaggi a terra e molti uomini ammalati. La maggior parte delle navi riuscì a fuggire. Grenville aveva molti malati a terra e decise di aspettarli. Quando si mise in mare, invece di puntare a ovest verso l'isola del Corvo, decise di attraversare la formazione spagnola in arrivo da est.
La battaglia iniziò al volgere del 31 agosto, quando il blocco nemico si avventò sulla Revenge. Per qualche tempo, Grenville riuscì con abili tattiche a evitare gran parte del fuoco ma alla fine fu circondato. Lo scontro di protrasse per 15 ore. I tentativi degli spagnoli di salire a bordo furono respinti. La San Felipe, una nave tre volte più grande della Revenge, cercò di abbordare gli inglesi, insieme al San Cristóbal di Aramburu. Subito dopo l'abbordaggio, la San Felipe fu costretta a staccarsi, lasciando sulla nave nemica dieci uomini: sette morirono e gli altri tre furono salvati dal San Bernabé che agganciò la Revenge poco dopo. Gli spagnoli persero anche il galeone Ascensión e una nave più piccola, scontratesi l'una con l'altra per errore nel corso della notte. Nel frattempo, la San Cristóbal, giunta in aiuto della San Felipe, speronò la Revenge sotto il cassero e qualche tempo dopo, la San Bernabé di Bertendona fece fuoco sugli inglesi, infliggendo molte vittime e gravi danni. L'equipaggio inglese rispose al fuoco da sottocoperta. La mattina del 1º settembre, la Revenge aveva gli alberi spezzati, sei piedi d'acqua nella stiva e solo sedici uomini illesi su duecentocinquanta. Era ancora agganciata alla San Bernabé e alla San Cristóbal, quest'ultima con la prua frantumata dai colpi. Lo speronamento della San Bernabé, che aveva costretto i cannonieri inglesi ad abbandonare i pezzi e passare al corpo-a-corpo, fu decisivo per l'esito dello scontro.
"Sorpreso, combattuto e sopraffatto in numero di cinquantatré a uno", quando la fine sembrò certa Grenville ordinò che Revenge fosse affondata: "Affondami la nave, Maestro Gunner - affondala, spezzala in due! Deve cadere nelle mani di Dio, non della Spagna!".  I suoi ufficiali non potevano essere d'accordo con questo ordine e fu concordata una resa in base alla quale le vite degli ufficiali e dell'equipaggio sarebbero state risparmiate. Dopo aver assicurato la condotta corretta e aver trattenuto decine di navi spagnole, la Revenge si arrese. Grenville morì per le ferite ricevute due giorni dopo, a bordo dell'ammiraglia spagnola.
La Revenge, catturata ma gravemente danneggiata, non raggiunse mai la Spagna: si perse con il suo equipaggio misto di 70 spagnoli e prigionieri inglesi, insieme a un gran numero di navi spagnole in una terribile tempesta al largo delle Azzorre. La Revenge fu scagliata contro una scogliera vicino all'isola al largo di Terceira, dove si disintegrò. Tra il 1592 e il 1593, 14 cannoni della Revenge furono recuperati dagli spagnoli dal sito del relitto. Altri cannoni furono portati a terra anni dopo dalla marea e le ultime armi furono recuperate nel 1625.

## Nella cultura di massa
L'ultima battaglia della Revenge ispirò la popolare ballata The Revenge: A Ballad of the Fleet di Lord Tennyson.

### Esplicative
1. ↑  Nella nomenclatura britannica, la Revenge è definita "ship" e non "HMS" perché costruita prima del 1660.

### Bibliografiche
1. ↑  Hammer, Paul E. J. (2003). Elizabeth's wars: war, government, and society in Tudor England, 1544-1604. Palgrave Macmillan, p. 166. ISBN 0-333-91942-4
2. ↑  The Revenge: A Ballad of the Fleet by Lord Tennyson
3. ↑  Earle, Pearl (2004). The last fight of the Revenge. Methuen, p. 159. ISBN 0-413-77484-8